# Elan päev korraga
Elan päev korraga – drugi solowy album studyjny estońskiej piosenkarki Tatjany „Tanji” Mihhailovej wydany 26 listopada 2015 roku.

## Single
Pierwszym singlem zapowiadającym płytę został utwór „Amazing”, który ukazał się w sprzedaży cyfrowej 10 stycznia 2014 roku. Numer wygrał finał krajowych eliminacji eurowizyjnych Eesti Laul 2014, dzięki czemu reprezentował Estonię w 59. Konkursie Piosenki Eurowizji organizowanym w Kopenhadze. Ostatecznie zajął dwunaste miejsce w pierwszym półfinale, przez co nie awansował do finału widowiska.
22 lipca 2014 roku ukazał się drugi singiel zwiastujący album, czyli utwór „Forevermore”. 2 grudnia tego samego roku premierę miał trzeci singiel, którym została piosenka „Külmunud maa”.
Czwartym singlem promującym płytę został tytułowy utwór „Elan päev korraga”, który trafił do sprzedaży 15 czerwca 2015 roku.

## Lista utworów
Sporządzono na podstawie materiału źródłowego.
| Nr  | Tytuł utworu                       | Długość |
| --- | ---------------------------------- | ------- |
| 1.  | „Elan päev korraga”                | 3:27    |
| 2.  | „Valge saatan” (z Birgit Õigemeel) | 3:44    |
| 3.  | „Amazing”                          | 3:02    |
| 4.  | „Külmunud maa”                     | 3:37    |
| 5.  | „Kustuta tuled”                    | 3:51    |
| 6.  | „Hääletu peal”                     | 3:52    |
| 7.  | „Let’s Get Serious”                | 4:02    |
| 8.  | „Begi”                             | 3:35    |
| 9.  | „Forevermore”                      | 3:58    |
| 10. | „S.O.I.V”                          | 4:00    |
| 11. | „Falling”                          | 3:35    |
| 12. | „Amazing” (Estonian Voices)        | 2:37    |
|     |                                    | 43:20   |